# Élections législatives jamaïcaines de 1976
Des élections législatives ont lieu en Jamaïque le 15 décembre 1976. Elles sont remportées par le Parti national du peuple, qui gagne 47 sièges sur 60. La participation est de 85,2 %.

## Résultats
| Parti                          | Votes   | %    | Sièges | +/- |
| ------------------------------ | ------- | ---- | ------ | --- |
| Parti national du peuple       | 417 768 | 56,8 | 47     | +10 |
| Parti travailliste de Jamaïque | 318 180 | 43,2 | 13     | -3  |
| Votes invalides/blancs         | 6 201   | –    | –      | –   |
| Total                          | 742 149 | 100  | 60     | +7  |
| Source : Nohlen                |         |      |        |     |